# ローマ水道橋公園

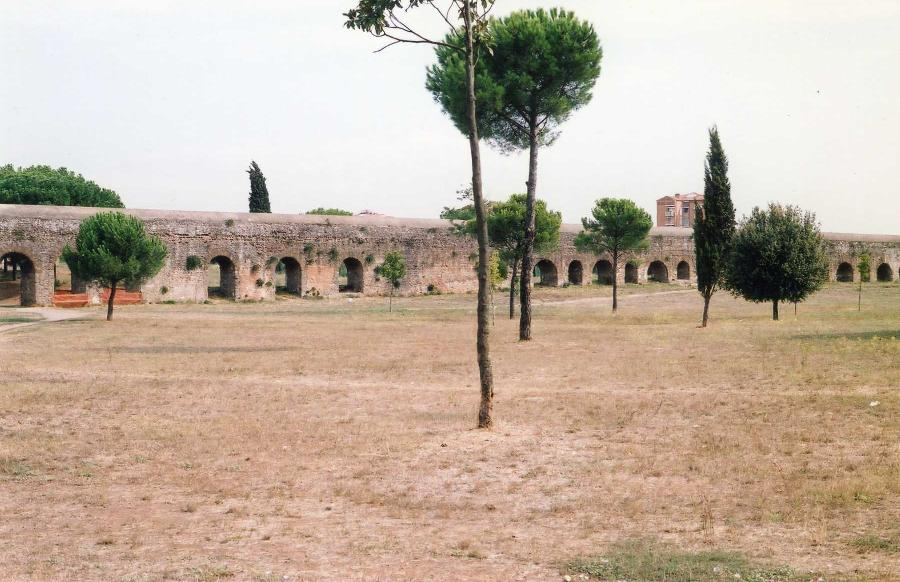
フェリクス水道の水道橋

ローマ水道橋公園（ローマすいどうばしこうえん、イタリア語: Parco degli Acquedotti）はイタリア ラツィオ州 ローマのアッピア街道州立公園内の東側に位置し、ローマ水道橋が通過している区域を指している。面積は240ヘクタールである。日本語で、単に水道橋公園と訳されることもある。公園の英語表記はthe Seven Aqueducts Areaであり、これは古代ローマに造られた11本のローマ水道のうち6本が当公園内を通過しており、さらに16世紀に造られたフェリクス水道を加えれば『7本の水道』が公園内を通過していることによる。

## 見所
- 南側の背が高い方の水道橋（上段の導水渠より）
  - 新アニオ水道 - AD52年に供用
  - クラウディア水道 - AD52年に供用
- 北側の背が低い方の水道橋（上段の導水渠より）
  - ユリア水道 -  BC33年に供用
  - テプラ水道 -  BC126年に供用
  - マルキア水道 - BC140年に供用

※北側の水道橋は、1590年にフェリクス水道として修復・再利用された

公園の北西端で、2つの水道橋が2回立体交差する。うち、1か所にTorre del Fiscaleと呼ばれる塔が建っている。また、同地点付近でトレニタリアの線路と立体交差している。
- Torre del Fiscale - 8世紀に建てられた城の見張り台。高さ約13m[3]

## アクセス
公園区域への入場は自由。トイレ無し。駐車場あり。公園の南西境界線付近を近郊鉄道路線が通っているため、道路がある場所以外ではより南西にあるアッピア街道方面と往来することはできない。
- 地下鉄 A線 ルチオ・セスティオ駅から南西へ約700m
- 地下鉄 A線 ジューリオ・アグリーコラ駅から南西へ約600m
- 地下鉄 A線 スバウグスタ駅から南西へ約800m
- 近郊鉄道FL8線Torricola駅から北へ約5km
- 近郊鉄道FL4線/FL6線線Capannelle駅から北へ約2km